# ケナルカエウム・シュンビオスム
ケナルカエウム・シュンビオスム（センアーケウム・シンビオサム、Cenarchaeum symbiosum）は、Axinella属海綿に共生する古細菌の未記載種である。1996年にAxinella mexicanaから発見された。
A. mexicanaを始めとしたAxinella属の海綿に共生している。A. mexicanaに共生する生物としては唯一の古細菌で、共生微生物の約65%を占めるという。1996年に極限環境微生物ではない古細菌として初めて発見された。2005年にNitrosopumilus martimus（同じcrenarchaeota group I.1aの未記載種）の純粋培養系が確立されるまで、ほぼ10年にわたって海洋性古細菌唯一の培養株であった。
単独での培養は困難であり、未だ正式には発表されていないが、A. mexicanaとの共培養で比較的容易に維持が可能。ゲノム情報や近縁種N. martimusの性質から、アンモニアを酸化する亜硝酸菌であると推定されている。
16S rRNA系統解析からはクレン古細菌の深い位置に属していると見られている。既知のクレン古細菌（ほぼ全種が超好熱菌）とはゲノム構成や性質がかなり異なっており、2010年以降はNitrosopumilusなどと合わせて独立の門（タウム古細菌門）を設定する場合が多い。